# كوناردو
كوناردو هي بلدية في مقاطعة فاريزي في منطقة لومباردي الإيطالية ، وتقع على بعد حوالي 60 كيلومتر (37 ميل) شمال غرب ميلانو وحوالي 13 كيلومتر (8 ميل) شمال فاريزي .
تقع كوناردو على حدود البلديات التالية: بيدرو فالكوفيا و كوغليات فابياسكو و فيريرا دي فاريزي و جرانتولا و ماسكياجو بريمو و فالجانا .